# ناثالي بوسا
ناتالي بوزا موبين (بالإسبانية: Nathalie Poza Maupain) هي ممثلة سينمائية ومسرحية وتلفزيونية إسبانية، ولدت في 7 مارس 1972 في مدريد في إسبانيا.

## روابط خارجية
- Nathalie Poza على موقع IMDb (الإنجليزية)
- Nathalie Poza على موقع ألو سيني (الفرنسية)
- Nathalie Poza على موقع تيرنر كلاسيك موفيز (الإنجليزية)
- Nathalie Poza على موقع أول موفي (الإنجليزية)
- Nathalie Poza على موقع قاعدة بيانات الفيلم (الإنجليزية)
- Nathalie Poza على موقع كينوبويسك (الروسية)